# Drosera intricata
Drosera intricata är en sileshårsväxtart som beskrevs av Jules Émile Planchon. Drosera intricata ingår i släktet sileshår, och familjen sileshårsväxter.
Artens utbredningsområde är:
- Ashmore-Cartieröarna.
- Western Australia.

Inga underarter finns listade i Catalogue of Life.